# لوتس إكسل
لوتس إكسل (بالإنجليزية: Lotus Excel)‏ هي سيارة من تصنيع شركة لوتس (سيارات).